# The Masked Rider: Kamen Rider Zo
Pour les articles homonymes, voir The Masked Rider.
The Masked Rider: Kamen Rider Zo (Kamen Rider Zo au Japon) est un jeu vidéo d'action sorti en 1994 sur Mega-CD. Le jeu a été développé par Sega et édité par Toei.
Le jeu est basé sur le film japonais Kamen Rider ZO, basé sur la franchise Kamen Rider.